# Maria Segura Pallerès
Maria Segura Pallerès (Barcelona, 10 de juny de 1992) és un jugador de voleibol catalana.
Començà a practicar el voleibol en activitats extraescolars i es formà al planter del Club Voleibol Barcelona Barça. El 2014 es traslladà a Itàlia on hi jugà a la sèrie A2 de la Lliga italiana, primer amb el Volley Hermaea Olbia (2014-2015) i després amb el Delta Informatica Trentino Rosa (2015-2016). Debutà a la sèrie A amb el Saugella Monza. Posteriorment jugà amb l'Ubi Banca San Bernardo Cuneo de la segona divisió italiana. A principis de juliol de 2018, fitxà pel Dresdner SC de la Bundellisga alemanya i la temporada 2020-21 fou fitxada per l'Allianz MTV Stuttgart, procedent del Millenium Brescia italià. Internacional amb la selecció espanyola de voleibol des de 2011, ha participat a quatre Campionats d'Europa (2011, 2013, 2015, 2017) i a la Lliga Europea de Voleibol els anys 2011, 2012, 2014, 2016 i 2017.